# Rocio Sanchez Moccia
Rocio Sanchez Moccia (8. veljače 1988.) je argentinska hokejašica na travi. Igra u veznom redu.
Svojim igrama je stekla mjesto u argentinskoj izabranoj vrsti.
Po stanju od 3. studenoga 2009., igra za klub Liceo Naval.

## Sudjelovanja na velikim natjecanjima
- 2009.: Panamerički kup u Hamiltonu, zlato